# Nello Ciangherotti
Nello Ciangherotti (Milano, 4 agosto 1930 – Muggia, 17 gennaio 2024) è stato un direttore d'orchestra, compositore e arrangiatore italiano.

## Biografia
Iniziò precocemente i suoi studi musicali che proseguì anche quando, a 16 anni, si trasferì in Cile con la sua famiglia. Qui entrò a far parte di una celebre orchestra, la Orquesta Huambaly, che seguì anche nelle sue tournée.
Verso i 30 anni tornò in Europa dove conobbe Domenico Modugno. Tra i due nacque un lungo sodalizio professionale nonché una profonda amicizia. Per il cantante di Nel blu dipinto di blu arrangiò alcune canzoni e ne compose anche (Una tromba d'argento, Vieni via amico mio). Insieme a lui partecipò in qualità di direttore d'orchestra e arrangiatore alla realizzazione di celebri successi teatrali, come le commedie musicali Rinaldo in campo (di Garinei e Giovannini) e Tommaso d'Amalfi (regia di Eduardo De Filippo), nonché televisivi, come Scaramouche e Cyrano (entrambi per la regia di Daniele D'Anza). Dirigendo l'orchestra nelle rappresentazioni di Rinaldo in campo conobbe la ballerina Ariella Menetto, che divenne sua moglie e da cui ebbe due figlie; il loro testimone di nozze fu Modugno.
Pur non abbandonando mai la passione per il teatro, nel 1965 cominciò anche a lavorare per la televisione italiana iniziando come arrangiatore e maestro collaboratore e partecipando ai più importanti programmi di quel periodo, come il già citato sceneggiato televisivo Scaramouche, Johnny Sera, Delia Scala Story, Doppia Coppia e quasi tutte le edizioni di Canzonissima; quindi come compositore e direttore d'orchestra partecipò alla realizzazione di programmi tra i quali Su di giri (regia di Lino Procacci), E perché no? (regia di Romolo Siena), Se... (regia di Luigi Costantini), la prima edizione, e 13 puntate della seconda, di Domenica in di Corrado, i Concerti all'Italiana con Claudio Villa e l'Orchestra Sinfonica di Torino, Trent'anni della nostra Storia, con Paolo Frajese, e altri ancora.
Contemporaneamente proseguì la sua attività teatrale realizzando le musiche di numerose commedie, in gran parte interpretate dall'attrice Antonella Steni.
Morì a Muggia il 17 gennaio 2024 all'età di 93 anni.

## Discografia

### Collaborazioni
Con Domenico Modugno:
- 1960 - Domenico Modugno, Corriamoci incontro - Notte di luna calante (Fonit, SPM 8) (45 giri)
- 1960 - Domenico Modugno, Notte di luna calante - Più sola (Fonit, SPM 7) (45 giri)
- 1961 - Domenico Modugno, Giovane Amore - Mafia (Fonit, SPM. 11) (45 giri)
- 1961 - Domenico Modugno, Tre briganti, tre somari- La bandiera (Fonit, SPM 19) (45 giri)
- 1961 - Domenico Modugno, Notte chiara - Orizzonti di gioia (Fonit, SPM 17) (45 giri)
- 1961 - Domenico Modugno, Se Dio vorrà - Calatafimi (Fonit, SPM 16) (45 giri)
- 1961 - Domenico Modugno, Micio nero - Dalla mia finestra sul cortile (Fonit, SPM 12) (45 giri)
- 1961 - Domenico Modugno, La sposa - Sogno di mezza estate (Fonit, SPM 15) (45 giri)
- 1961 - Domenico Modugno - Delia Scala, Rinaldo in Campo (Fonit, LP. 20016) (33 giri)
- 1962 - Domenico Modugno, Addio....Addio... - Lupi e pecorelle (Fonit, SPM 11) (45 giri)
- 1962 - Domenico Modugno, Stasera pago io - Bagno di mare a mezzanotte (Fonit, SPM 27) (45 giri)
- 1962 - Domenico Modugno, Selene - Notte chiara (Fonit, SPM 20) (45 giri)
- 1962 - Domenico Modugno, La notte del mio amore - Cicoria twist (Fonit, SPM 23) (45 giri)
- 1962 - Domenico Modugno, Sogno di mezza estate - Ora che sale il giorno (Fonit, SPM 13) (45 giri)
- 1963 - Domenico Modugno, Io peccatore - Non ho saputo legarti a me (Fonit, SPM 29) (45 giri)
- 1963 - Domenico Modugno, Lettera di un soldato - Alleluja (Fonit, SPM 28) (45 giri)
- 1964 - Domenico Modugno, Che me ne importa a me - Bellissima (Fonit, SPM 30) (45 giri)
- 1964 - Domenico Modugno, Tu si' 'na cosa grande - Tu si' 'o mare (Fonit, SPM 33) (45 giri)
- 1965 - Domenico Modugno, Scaramouche: L'avventura - Nnammurato 'e te - Lacrime d'amore (Curci, SP 1012) (45 giri)
- 1969 - Domenico Modugno, Ricordando con tenerezza - Il minatore (RCA Italiana, PM 3502) (45 giri)
- 1969 - Domenico Modugno, Simpatia - Vecchio frack (RCA Italiana, PM 3504) (45 giri)
- 1975 - Domenico Modugno, Piange... il telefono - L'avventura (Carosello, CI 20390) (45 giri)

Con Claudio Villa:
- 1980 - Claudio Villa, Concerto all'italiana - vol.1 - (Fonit Cetra, PL 455) (33 giri)
- 1980 - Claudio Villa, Concerto all'italiana - vol.2 - (Fonit Cetra, PL 456) (33 giri)
- 1980 - Claudio Villa, Concerto all'italiana - vol.3 - (Fonit Cetra, PL 457) (33 giri)
- 1980 - Claudio Villa, Concerto all'italiana - vol.4 - (Fonit Cetra, PL 458) (33 giri)
- 1980 - Claudio Villa, Concerto all'italiana - vol.5 - (Fonit Cetra, PL 459) (33 giri)
- 1980 - Claudio Villa, Concerto all'italiana - vol.6 - (Fonit Cetra, PL 460) (33 giri)

Altre:
- 1974 - Daniela Davoli, Sweet movie: C'è forse vita sulla terra? - I ragazzi giù nel campo (Aris, AN 402) (45 giri)

### Composizioni
- 1965 - Domenico Modugno - Nello Ciangherotti, Una tromba d'argento (Curci, SP 1010) (45 giri)
- 1970 - Nello Ciangherotti, Monosuono N. 1 (Globe Records, GR LP 1001) (33 giri)
- 1971 - Nello Ciangherotti - Silvano Chimenti, Sonorità nel lavoro (Globe Records, GR LP 1003) (33 giri)
- 1971 - Nello Ciangherotti - Bruno Canfora alias Nenty & J. Roversol, Sensazioni N. 1 (Globe Records, GR LP 1001) (33 giri)
- 1971 - Nello Ciangherotti - Giacomo Dell'Orso alias Nenty & Oscar Lindok, Neil Desmond Group,  Sweet And Lovely (Globe Records, GR LP 1004) (33 giri)
- 1971 - Gli alunni del sole, Ombre di luce - Carezze (Produttori Associati, PA 3194) (45 giri)
- 1972 - Adriano Celentano, E voi ballate (Clan Celentano, ACC 24024) (45 giri)
- 1977 - Dora Moroni, Ma... Se... - Felice (Rifi, RFN NP 16698) (45 giri)
- 1977 - I Nostri Figli di Nora Orlandi, Viva Ditone - Un giorno in... (Baby Records , BR 047) (45 giri)
- 1984 - Nello Ciangherotti, Nuovo Repertorio Editoriale. Strumentali: Genere Pop-Melodico - (Nuovo Repertorio Editoriale, NRE 1011) (33 giri)
- 1985 - Nello Ciangherotti, Nuovo Repertorio Editoriale. Strumentali: Genere Moderno - (Nuovo Repertorio Editoriale, NRE 1036) (33 giri)

### Arrangiamenti
- 1989 - Marisa Laurito, Il babà è una cosa seria - Io songo 'a star (Fonit Cetra, SP 1876) (45 giri)